# Ore ga Yaranakya Dare ga Yaru
"Ore ga Yaranakya Dare ga Yaru" (俺がやらなきゃ誰がやる) é um single de Hironobu Kageyama e Susumo Oya lançado pela Forte Music Entertainment e distribuído pela Nippon Columbia em 21 de julho de 1995.

## Produção
Hironobu Kageyama cantou a faixa-título, enquanto Susumo Oya cantou o lado B "Yuusha no Fue ~Tapion no Theme~". Oya participou de várias trilhas da franquia Dragon Ball. Ele também é a voz por trás da abertura da série tokusatsu Tokusou Robo Janperson. O single também inclui as versões em karaokê das duas faixas. 
O letrista Yukinojo Mori participou de inúmeras canções da franquia, tendo inclusive escrito "Cha-La Head-Cha-La", We Gotta Power/Bokutachi wa Tenshi Datta", "Genkai Toppa x Survivor", e a abertura do mais recente anime da franquia, Dragon Ball Daima, chamada "Jaka Jaan".
As composições de ambas as canções foram feitas por Tetsuji Hayashi, que compôs músicas por mais de cinco décadas no cenário da música pop japonesa, além de muitas músicas para animes. Já os arranjos foram feitos por Osamu Totsuka, que trabalhou em inúmeras trilhas sonoras de animes e jogos de vídeo game.

## Legado
A faixa-título foi criada para ser o tema de encerramento do filme Dragon Ball Z: O Ataque do Dragão, enquanto o lado B toca durante a exibição do mesmo.
Ambas as faixas foram inclusas em álbuns comemorativos das trilhas da franquia, como Dragon Ball Z Complete Song Collection Vol. 4 - Eien no Yokusoku e Dragon Ball Z Complete Song Collection Box ~Saikyou Onban Densetsu~.

## Faixas
| N.º            | Título                                               | Letras         | Música          | Arranjo        | Duração |  |
| 1.             | "Ore ga Yaranakya Dare ga Yaru"                      | Yukinojo Mori  | Tetsuji Hayashi | Osamu Totsuka  | 3:28    |  |
| 2.             | "Yuusha no Fue ~Tapion no Theme~"                    | Y. Mori        | T. Hayashi      | O. Totsuka     | 4:59    |  |
| 3.             | "Ore ga Yaranakya Dare ga Yaru (Original Karaoke)"   | instrumental   | T. Hayashi      | O. Totsuka     | 3:28    |  |
| 4.             | "Yuusha no Fue ~Tapion no Theme~ (Original Karaoke)" | instrumental   | T. Hayashi      | O. Totsuka     | 4:57    |  |
| Duração total: | Duração total:                                       | Duração total: | Duração total:  | Duração total: | 16:52   |  |